# Game Boy Printer

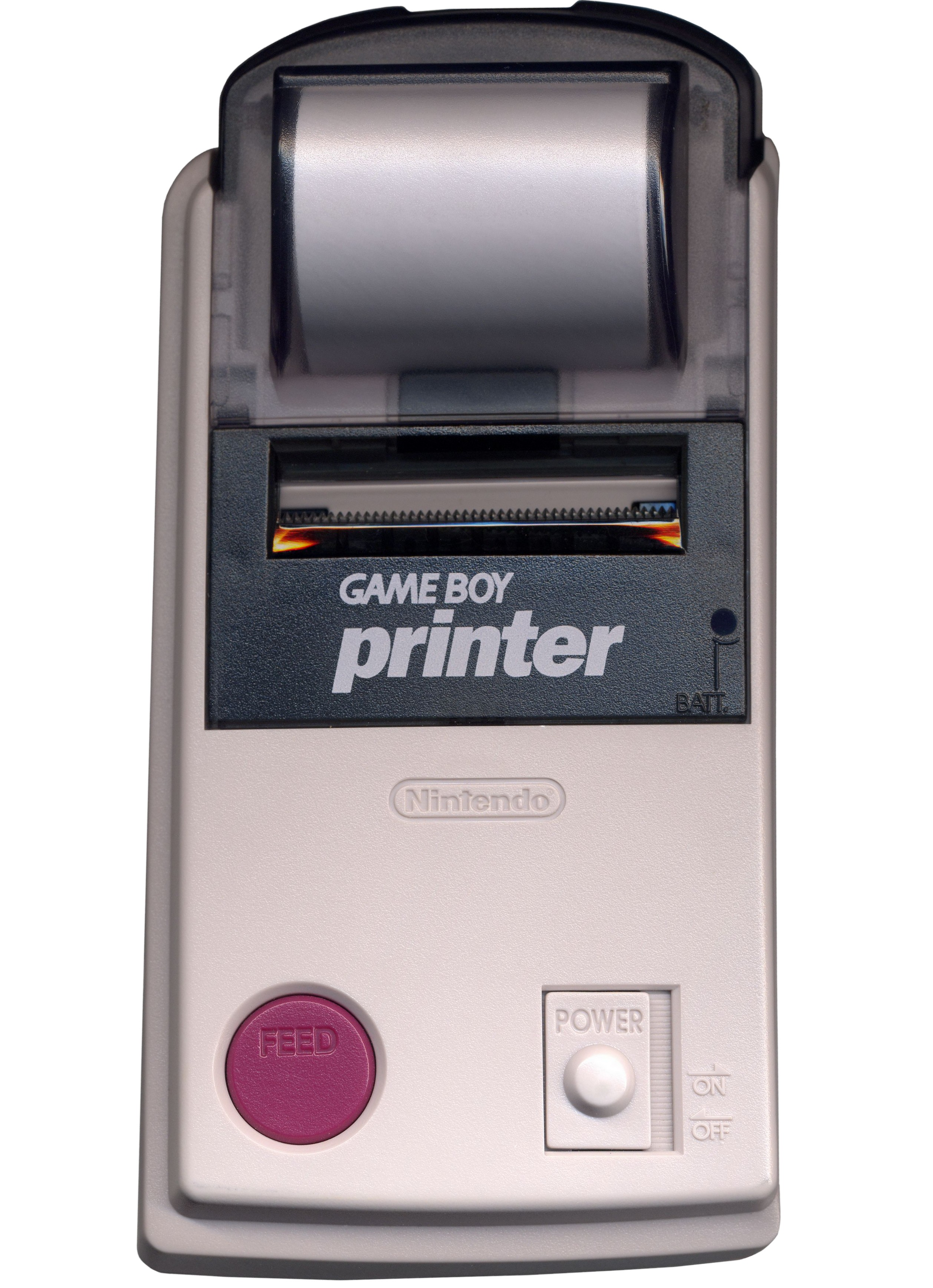
Game Boy Printer

Game Boy Printer (Pocket Printer no Japão) é uma impressora térmica para Game Boy e Game Boy Color, lançada em 1998.